# جاستن كيهو
جاستن كيهو (بالإنجليزية: Justin Kehoe)‏ هو لاعب غولف أيرلندي، ولد في 14 فبراير 1980.